# 壯擬雀鯛
壯擬雀鯛，為鱸形目鱸亞目擬雀鯛科的其中一種，為熱帶海水魚，分布於西太平洋中國、日本至印尼海域，深度3-27公尺，本魚體延長，上頷、額頭至體上部有一條黑色縱帶，頭部和身體為黃褐色至深褐色，尾鰭截形，背鰭硬棘3；背鰭軟條24-26枚；臀鰭硬棘3枚；臀鰭軟條13-14枚，體長可達12公分，棲息在沿海軟底質水域，通常單獨活動，生活習性不明。

## 擴展閱讀
維基物種上的相關：壯擬雀鯛